# أنطونيو بيو ساراتشينو
انطونيو بيو ساراتشينو، من مواليد العام 1976، هو معماري ومصمم إيطالي، مقيم في مدينة نيو يورك ، في الولايات المتحدة الأميركية. ساراتشينو قام بتصميم نصب تذكارية، تماثيل، مباني ومفروشات عصرية حديثة، والعديد من تصاميمه تعتبر مقتنيات دائمة في متاحف متعددة كمتحف بروكلين، متحف الفن والتصميم في مدينة نيو يورك، ومتحف باورهاوس في مدينة سيدني. لقد تم عرض أعمال ساراتشينو في معارض دولية ونالت مراجعات في مطبوعات مثل نيو يورك تايمز و Architectural Digest. من بين مشاريعه المميزة تماثيل في أماكن عامة تدعى الحراس: البطل والبطل الخارق (The Guardians: Hero and Superhero) في براينت بارك في مدينة منهاتن. لقبت مجلة فوغ ساراتشينو من بين المصممين الإيطاليين الأكثر إبداعا في المهجر